# جیمز توپر
جیمز توپر (انگلیسی: James Tupper؛ زادهٔ ۴ اوت ۱۹۶۵) یک هنرپیشه اهل کانادا است. وی از سال ۲۰۰۱ میلادی تاکنون مشغول فعالیت بوده‌است.
از فیلم‌ها یا برنامه‌های تلویزیونی که وی در آن نقش داشته است می‌توان به پنگوئن‌های آقای پاپر، هیچ‌چیز برای ترس باقی نمانده‌است و مجموعه تلویزیونی انتقام اشاره کرد.